# Хшонстувка
Хшонстувка (пол. Chrząstówka) — село в Польщі, у гміні Ясло Ясельського повіту Підкарпатського воєводства.
Населення — 334 особи (2011).
У 1975-1998 роках село належало до Кросненського воєводства.

## Демографія
Демографічна структура станом на 31 березня 2011 року:
|          | Загалом | Допрацездатний вік | Працездатний вік | Постпрацездатний вік |
| -------- | ------- | ------------------ | ---------------- | -------------------- |
| Чоловіки | 161     | 46                 | 100              | 15                   |
| Жінки    | 173     | 34                 | 97               | 42                   |
| Разом    | 334     | 80                 | 197              | 57                   |